# Santa María (El Salvador)
Santa María é um município de El Salvador, localizado no departamento de Usulután. Segundo censo de 2017, tinha 14 062.